# План «Далет»
План «Далет» (ивр. תוכנית ד'‎) — план действия еврейских сил (Пальмаха) на период прекращения британского мандата и возможной конфронтации с армиями арабских государств.
К весне 1948 года еврейские формирования перешли к наступательной тактике и приступили к взятию под свой контроль населённых пунктов в Палестине, в том числе и некоторых из пунктов, предназначенных планом ООН по разделу Палестины для арабского государства.
10 марта руководство Ишува приняло план Далет (далет — четвёртая буква ивритского алфавита). В нём содержался план действия еврейских сил на период прекращения британского мандата и возможной конфронтации с армиями арабских государств. План предусматривал превращение «Хаганы» из военизированной организации в регулярную армию, образование бригад и командований фронтов. План также предусматривал захват контроля над территорией еврейского государства (согласно плану ООН по разделу Палестины) и над территориями, прилегающими к еврейским поселениям, находящимися на территории предполагаемого арабского палестинского государства. Документ предусматривал временную оккупацию территорий, находящихся за пределами еврейского государства, если с таких территорий велась бы против этого государства враждебная деятельность. В нём также говорится о необходимости захвата арабских деревень, прилегающих к еврейским населённым пунктам, а также британских баз и военных участков после отступления оттуда британцев. План предусматривал уничтожение арабских населённых пунктов и депортацию их населения в случае, если их жители будут оказывать сопротивление.
С принятием плана «Хагана» официально перешла от декларированной тактики «акций возмездия» к активной наступательной тактике. План был введён в действия в начале апреля.
Первой операцией по плану «Далет» стала Операция «Нахшон».
Илан Паппе («Новый историк») в своей книге «Этническая чистка Палестины» утверждает, что план Далет представлял собой продуманный план по этнической чистке Палестины от как можно большего количества арабского населения, и что его целью был захват еврейским государством как можно больших территорий в бывшей подмандатной Палестине. Президент Израиля Шимон Перес, бывший в 1948 году помощником Бен-Гуриона, спустя 60 лет заявил в интервью BBC: «Я присутствовал при этом событии. Мне не важно, что пишут историки. Бен-Гурион не хотел, чтобы арабы покидали страну».